# Dimethylrtuť
Dimethylrtuť ((CH3)2Hg) je jedna z několika organokovových chemických sloučenin rtuti. Jedná se o hořlavou bezbarvou kapalinu s nasládlou vůní, která patří mezi nejsilnější neurotoxiny, jako smrtelná dávka pro dospělého člověka se označuje již 0,1 ml. Její molekula má lineární strukturu, na centrální atom rtuti jsou navázány dvě methylové skupiny.

## Syntéza
Vyrábí se reakcí sodného amalgámu s methyl halogenidy.
Hg + 2 Na + 2 CH3I → Hg(CH3)2 + 2 NaI
Může být také získán alkynací chloridu rtuťnatého methyllithiem.
HgCl2 + 2 LiCH3 → Hg(CH3)2 + 2 LiCl

## Reakce
Nejpřekvapivější vlastností této sloučeniny je její nereaktivita vůči vodě, zatímco odpovídající organokadmiové a organozinečnaté sloučeniny rychle hydrolyzují.
Tato sloučenina reaguje s chloridem rtuťnatým.
(CH3)2Hg + HgCl2 → 2 CH3HgCl
Zatímco dimethylrtuť je těkavá kapalina, CH3HgCl je pevná krystalická látka.

## Použití
Dimethylrtuť nemá moc využití kvůli svým rizikům. Jako mnoho methylovo-organokovových sloučenin, je to methylační činidlo, které dokáže odevzdat své methylové skupiny organické molekule. Vzhledem ke své vysoké toxicitě se používá při toxikologických experimentech.

## Toxicita
Velice snadno proniká do živé tkáně, pravděpodobně to způsobuje schopnost vytvářet komplex s aminokyselinou cysteinem. Příznaky otravy se navíc mohou projevit příliš pozdě na to, aby proběhla efektivní a úspěšná léčba. Účinnou ochranu neposkytují při práci s touto sloučeninou ani běžné laboratorní rukavice, dimethylrtuť totiž během několika mála sekund pronikne bez větších obtíží skrz latex, PVC i neopren, poté je vstřebávána pokožkou. Většina rukavic používaných v lékařství nebo v laboratoři neposkytuje dostatečnou ochranu před dimethylrtutí a musí se používat vysoce odolné laminátové a na nich neoprénové nebo podobně odolné rukavice. Dimethylrtuť snadno prochází hematoencefalickou bariérou, protože tvoří komplexy s cysteinem. Je vylučována z organismu pomalu, a proto má tendenci k bioakumulaci. Příznaky otravy se mohou objevit až za měsíce, což vede v mnoha případech k tomu, že diagnóza byla stanovena v okamžiku, kdy bylo už pozdě pro účinnou léčbu. Její nebezpečnost a vysoká toxicita byla zjištěna poté, co na otravu touto sloučeninou zemřela velice známá chemička Karen Wetterhahn.